# Éparchie de Zvornik-Tuzla
L'éparchie de Zvornik-Tuzla (en serbe cyrillique : Епархија зворничко-тузланска ; en serbe latin : Eparhija zvorničko-tuzlanska) est une éparchie, c'est-à-dire une circonscription de l'Église orthodoxe serbe. Elle est située en Bosnie-Herzégovine et son siège se trouve à Bijeljina. En 2006, elle est administrée par l'évêque Hrizostom.

## Histoire

### Métropolites et évêques
- Agatangel (1848-1858), métropolite
- Dionisije Ier (1861-1865), métropolite
- Dionisije II Ilijević (1865-1891), métropolite
- Aleksandar (Simić) (1891-1892), archimandrite
- Nikolaj (Mandić) (1892-1897), métropolite
- Grigorije (Živković) (1897-1909), métropolite
- Ilarion (Radonić) (1910-1921), métropolite
- Nektarije (Krulj) (1929-1955), évêque
- Longin (Tomić) (1955-1977), évêque
- Vasilije (Kačavenda) (1978-2013), évêque
- Hrizostom (Jević) (depuis 2013), évêque

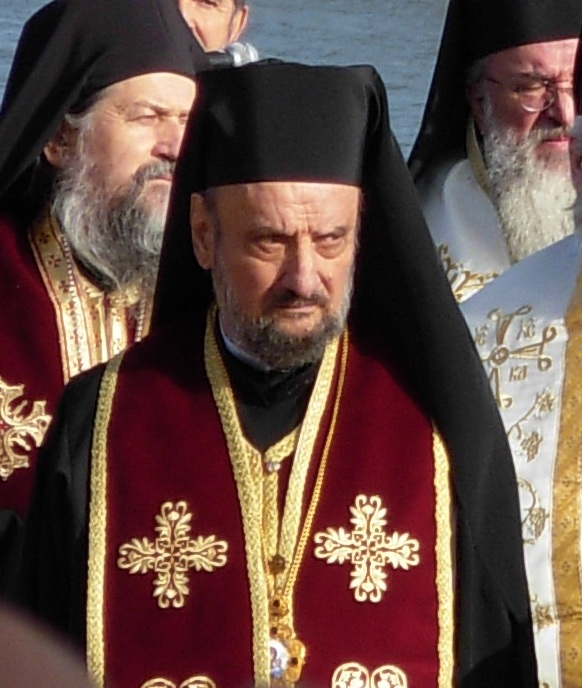
L'évêque Vasilije Kačavenda

## Territoire et subdivisions
L'éparchie de Zvornik-Tuzla compte 10 archidiaconés (arhijerejska namesništva), eux-mêmes subdivisés en plusieurs municipalités ecclésiastiques (crkvene opštine) et 142 paroisses (parohije).

## Monastères
L'éparchie de Zvornik-Tuzla abrite les monastères suivants :